# Caril de caranguejo

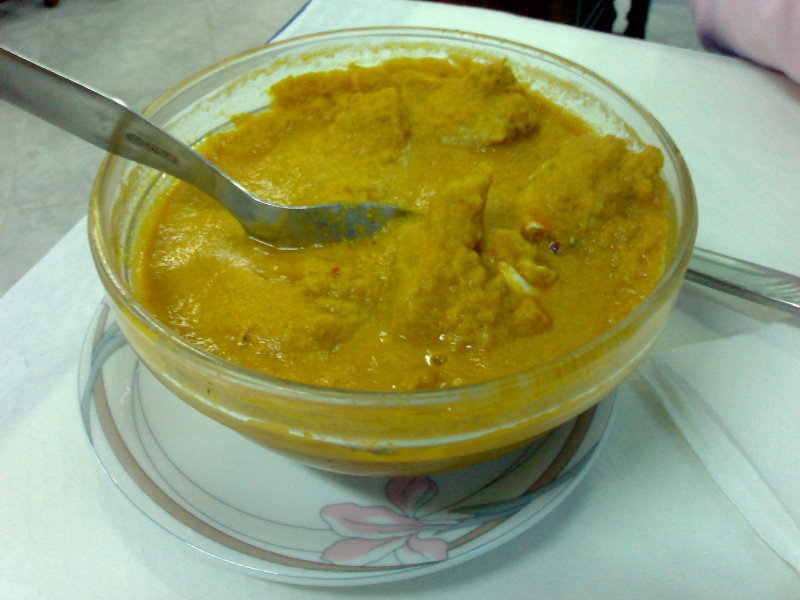
Caril de caranguejo.

Caril de caranguejo é um prato típico da culinária indo-portuguesa de Goa, Damão e Diu, outrora pertencentes ao Estado Português da Índia. É também um prato típico de Moçambique, em virtude da significativa população de origem goesa existente nesse país.
Tal como o nome indica, trata-se de um prato de caril preparado com caranguejo, muito abundante na costa de Goa.
Para além do caranguejo, os seus ingredientes incluem cebola, tomate, piripiri, alho, cocos inteiros e caril amarelo.
Os cocos são ralados, sendo extraído o seu leite. O caranguejo pode ser usado cortado em pedaços ou desfiado. No primeiro caso, é comum ser consumido à mão, para facilitar a extracção da carne. Em ambos os casos, o caranguejo previamente cozido é colocado numa panela a ferver com a maior parte dos ingredientes. Passado algum tempo, é adicionado o leite dos cocos, fervendo o prato durante cerca de 30 minutos para a apurar.
É normalmente servido com arroz branco, podendo ser complementado com achares e paparis.